# J. C. Chandor
Jeffrey McDonald Chandor (* 24. November 1973 in Morristown, New Jersey), genannt J. C. Chandor, ist ein US-amerikanischer Filmregisseur, Drehbuchautor und Filmproduzent. Bekannt wurde er 2011 mit dem Wirtschaftsthriller Margin Call.

## Leben
Chandor wuchs in Basking Ridge in New Jersey auf. Er studierte Filmwissenschaft am College of Wooster in Ohio sowie Filmproduktion an der New York University. Zunächst drehte er Werbespots und Dokumentationen sowie eine sechsteilige Konzertfilmserie und einen Kurzfilm. Sein Langfilmdebüt Der große Crash – Margin Call wurde bei den Internationalen Filmfestspielen Berlin 2011 für den Goldenen Bären nominiert. Er realisierte im Anschluss weitere Filmprojekte: 2013 folgte All Is Lost, im Jahr darauf entstand A Most Violent Year. Für Netflix drehte er 2019 den Actionfilm Triple Frontier. Ende 2024 wurde die von ihm inszenierte Comicverfilmung Kraven the Hunter veröffentlicht.
J.C. Chandor ist seit 2004 mit der New Yorker Malerin Mary Cameron Goodyear verheiratet. Das Paar hat zwei Kinder.

## Filmografie
Regie
- 2004: Despacito (Kurzfilm)
- 2011: Der große Crash – Margin Call (Margin Call)
- 2013: All Is Lost
- 2014: A Most Violent Year
- 2019: Triple Frontier
- 2024: Kraven the Hunter

Drehbuch
- 2004: Despacito (Kurzfilm)
- 2011: Der große Crash – Margin Call (Margin Call)
- 2013: All Is Lost
- 2014: A Most Violent Year
- 2019: Triple Frontier

## Auszeichnungen und Nominierungen
- 2011: Auszeichnung mit dem New York Film Critics Circle Award für Der große Crash – Margin Call (Kategorie: Bestes Erstlingswerk)
- 2011: Auszeichnung mit dem National Board of Review Award für Der große Crash – Margin Call (Bestes Regiedebüt)
- 2012: Oscar-Nominierung für Der große Crash – Margin Call in der Kategorie Bestes Originaldrehbuch